# IC 784
IC 784 је спирална галаксија у сазвјежђу Дјевица која се налази на листи објеката дубоког неба у Индекс каталогу.
Деклинација објекта је - 4° 39' 10" а ректасцензија 12h 22m 30,0s. Привидна величина (магнитуда) објекта IC 784 износи 13,1 а фотографска магнитуда 13,9. Налази се на удаљености од 56,080 милиона парсека од Сунца. IC 784 је још познат и под ознакама MCG -1-32-6, IRAS 12199-0422, PGC 40092.